# Archibald Wavell
Feltmarskal Archibald Percival Wavell, 1st Earl Wavell GCB, GCSI, GCIE, CMG, MC, PC (født 5. maj 1883, død 24. maj 1950) var en britisk officer og leder af de britiske styrker i Mellemøsten under 2. Verdenskrig. Han førte de britiske tropper til sejr over italienerne blot for efterfølgende at blive besejret at det tyske Afrikakorps. Han var den næstsidste vicekonge i Indien 1943-1947.

## Tidlige år
Wavell blev født i Colchester, men tilbragte en stor del af sin barndom i Indien. Wavells far (Archibald Graham Wavell) var generalmajor i den britiske hær, og Wavell fulgte i sin fars fodspor.
Wavell gik på den forberedende kostskole Summer Fields, ved Oxford, Winchester College, hvor han var stipendiat, syvende i klassen, og Sandhurst.

## Tidlige karriere
Efter at have taget eksamen på Royal Military Academy Sandhurst blev Wavell den 8. maj 1901 udnævnt til officer i Black Watch og kæmpede i Anden Boerkrig. I 1903 blev han overført til Indien og kæmpede i felttoget i Bazar Valley i februar 1908. Han blev forfremmet til løjtnant i august 1904 og i januar 1909 blev Wavell udvalgt af sit regiment til at studere på Staff College. I 1911 tilbragte Wavell et år som militær observatør ved den russiske hær for at lære russisk, og vendte tilbage til sit regiment i december samme år. I april 1912 blev han stabsofficer (GSO3) i krigsministeriet og i juli blev han udnævnt til midlertidig kaptajn og blev GSO3 i direktoratet for militær træning. I marts 1913 blev Wavell forfremmet til kaptajn.

## 1. Verdenskrig
Wavell arbejdede som stabsofficer da 1. Verdenskrig brød ud. Som kaptajn blev han sendt til Frankrig til en stabspost ved hovedkvarteret (GSO2), men kort tid efter blev han udnævnt til brigade major (dvs. næstkommanderende) for 9. infanteribrigade i november 1914. Han blev såret i det Andet slag om Ypres i 1915, hvorved han mistede sit venstre øje og blev tildelt MC. Efter at være blevet rask, blev han i december 1915 overført til generalstaben som stabsofficer (GSO2) med rang af kaptajn. Han blev forfremmet til major i maj 1916. I oktober 1916 blev Wavell udnævnt til (GSO1) som fungerende oberstløjtnant og derpå udnævnt til forbindelsesofficer ved den russiske hær i Kaukasus. I juni 1917 blev Wavell forfremmet til midlertidig oberstløjtnant og fortsatte med at arbejde som stabsofficer (GSO1), denne gang som forbindelsesofficer til hovedkvarteret for den ægyptiske ekspeditionsstyrke. I januar 1918 fik han en ny stabspost som assisterende adjudant og generalkvartermester ved det øverste krigsråd i Versailles. I marts 1918 blev Wavell udnævnt til midlertidig brigadegeneral og vendte tilbage til Palæstina, hvor han fungerede som BGS (brigadier general staff) for 20. Korps, som var en del af den ægyptiske ekspeditionsstyrke under ledelse af Sir Edmund Allenby, om hvem han senere skrev en biografi.

## Mellemkrigstiden
Wavell fik en række forskellige opgaver mellem krigene. I maj 1920 vendte han tilbage til at være midlertidig oberstløjtnant. I december 1921 blev han assisterende generaladjudant i krigsministeriet og i juli 1923 blev han igen GSO1, efter at være blevet forfremmet til oberst i juli 1922 med rang fra juni 1921. Bortset fra en kort periode, hvor han var uden post og på halv løn i 1926, fortsatte Wavell med at have poster som GSO1, senest i 3. infanteridivision, indtil i juli 1930, hvor han igen blev tildelt rang af midlertidig brigadegeneral og fik kommandoen over 6. infanteribrigade. I marts 1932 blev han udnævnt til adjudant for kongen, en post han beholdt indtil oktober 1933, hvor han blev forfremmet til generalmajor. Det lader imidlertid til at der var mangel på arbejde til generalmajorer på dette tidspunkt og da han i 1934 havde afgivet kommandoen over sin brigade var han igen arbejdsløs på halv løn. Ved årets slutning, stadig på halv løn, var han blevet udpeget til at lede 2. infanteridivision og fik tildelt CB. I marts 1935 overtog han kommandoen over sin division. I august 1937 blev han overført til Palæstina, hvor der var stigende uro, for at blive kommanderende general for de britiske styrker i Palæstina og Transjordan og blev forfremmet til generalløjtnant i januar 1938. I april blev han kommanderende general for Sydkommandoen i Storbritannien. I juli 1939 blev han udnævnt til kommanderende general for styrkerne i Mellemøsten med rang af fuld general.

## Poster under 2. Verdenskrig

### Mellemøsten
Operationsområdet i Mellemøsten var roligt i de første måneder af krigen indtil Italien erklærede krig i juni 1940. De italienske styrker i Nord- og Østafrika var briterne langt overlegne i antal og Wavells politik gik derfor ud på "fleksibel inddæmning" for at få tid til at opbygge tilstrækkelig styrke til at kunne gå i offensiven. Efter at være faldet tilbage fra italienske fremstød i Libyen, Eritrea og Etiopien gennemførte Wavell vellykkede offensiver ind i Libyen (Operation Compass) i december 1940 og Eritrea og Etiopien i januar 1941. I februar 1941, havde hans styrker i den vestlige ørken under Richard O'Connor besejret den 10. italienske armé ved Beda Fomm, taget 130.000 fanger og lod til at være ved at overløbe de sidste italienske styrker i Libyen, hvilket ville have afsluttet Aksemagternes direkte tilstedeværelse i Nordafrika. Desuden havde hans tropper i Østafrika italienerne under pres og i slutningen af marts vandt hans styrker i Eritrea under William Platt det afgørende slag i Keren som førte til besættelsen af de italienske kolonier i Etiopien og Somaliland.
. I februar havde Wavell fået ordre til at stoppe fremrykningen i Libyen og sende tropper til Grækenland hvor tyskerne og italienerne angreb. Han var uenig i denne beslutning, men fulgte ordrer. Resultatet var en katastrofe. Tyskerne fik mulighed for at forstærke italienerne i Nordafrika med Afrikakorpset, og i slutningen af april var den svækkede styrke i den vestlige ørken blevet trængt hele vejen tilbage til den ægyptiske grænse, og havde efterladt Tobruk under belejring. I Grækenland var general Wilsons Force W ude af stand til at opstille et tilstrækkeligt forsvar på det græske fastland og blev tvunget til at trække sig tilbage til Kreta, efter at have lidt tag på 15.000 og efterladt alt deres tunge udstyr og artilleri. Kreta blev angrebet af tyske luftbårne styrker den 20. maj og de britiske og Commonwealth styrker blev igen tvunget til at lade sig evakuere.
Begivenhederne i Grækenland fik en aksevenlig fraktion til at overtage regeringsmagten i Irak. Wavell, som var hårdt presset på sine andre fronter, var uvillig til at sende sine dyrebare enheder til Irak, så det blev overladt til Claude Auchinleck at sende tropper fra Indien til Basra. Winston Churchill, den britiske premierminister, anså Irak for at være af vital betydning for de britiske interesser og i begyndelsen af maj gik Wavell efter hårdt pres fra London ind på at sende tropper i divisionsstyrke gennem ørkenen fra Palæstina for at undsætte den belejrede britiske luftbase ved Habbaniya og overtage overkommandoen over tropperne i Irak. I slutningen af maj havde Quinans styrker i Irak erobret Bagdad og den britisk-irakiske krig var slut, og tropperne i Irak kom igen under overordnet kontrol fra hovedkvarteret i Delhi. Churchill havde imidlertid ikke været imponeret af Wavells tøven overfor at handle.
I starten af juni afsendte Wavell en styrke under general Wilson for at invadere Syrien og Libanon som svar på den hjælp som de vichyfranske myndigheder der havde givet til den irakiske regering under den britisk-irakiske krig. Håbet om en hurtig sejr forduftede snart, da franskmændene ydede beslutsom modstand. Churchill besluttede at afskedige Wavell og efter den fejlslagne Operation Battleaxe i midten af juni, som havde til formål at undsætte Tobruk, meddelte han den 20. juni Wavell, at han skulle erstattes af Auchinleck, hvis holdning under Irakkrisen havde gjort indtryk på ham. På trods af sin manglende succes mod Rommel blev Wavell vurderet højt af denne og han havde en oversættelse med noter af hans bog Generals and Generalship i sin lomme under hele felttoget i Nordafrika.

### Indien
Wavell byttede faktisk job med Auchinleck og flyttede til Indien, hvor han blev øverstkommanderende og medlem af generalguvernørens råd. I starten dækkede hans kommandoområde Indien og Irak så i løbet af en måned efter at have overtaget posten sendte han styrkerne i Irak af sted for at invadere Persien i samarbejde med Sovjetunionen for at sikre oliefelterne og forbindelseslinjerne til Sovjetunionen.
Wavell var igen så uheldig at blive sat i spidsen for styrkerne i et underbemandet område, der blev til en krigsskuesplads, da japanerne erklærede Storbritannien krig i december 1941. Han blev udpeget til chef for ABDACOM (American-British-Dutch-Australian Command), som dækkede Burma, Malaya, Hollandsk Ostindien og Filippinerne. Trods sine evner havde Wavell de nødvendige ressourcer til at forsvare området, og han kunne ikke forhindre japanerne i at erobre Singapore og Malaya. Den 23. februar 1942, efter at Malaya var gået tabt og de allieredes stilling på Java og Sumatra var prekær, blev ABDACOM opløst og dets hovedkvarter på Java blev evakuaret. Wavell vendte tilbage til Indien, for at genoptage sin post som øverstkommanderende, og til hans opgaver hørte nu også forsvaret af Burma.
Den 23. februar havde de britiske styrker i Burma lidt et alvorligt tilbageslag da generalmajor
Jackie Smyths beslutning om at ødelægge broen over Sittang floden for at forhindre fjenden i at krydse den havde resulteret i at hovedparten af hans division blev fanget på den forkerte side af floden. Vicekongen Lord Linlithgow sendte et telegram til Churchill hvor han kritiserede feltherrernes adfærd. Churchill sendte det videre til Wavell med et tilbud om at afsende Harold Alexander, som havde haft kommandoen over bagtroppen ved Dunkerque. Alexander overtog kommandoen over de allierede landstyrker i straten af marts og William Slim ankom kort efter fra en post som divisionschef i Irak for at overtage kommandoen over den vigtigste enhed, Burmakorpset. Presset fra de japanske hære kunne ikke stoppes, og der blev givet ordre til tilbagetrækning til Indien, hvilket blev gennemført inden udgangen af maj og begyndelsen på monsunperioden, som bragte den japanske fremrykning til standsning.
For at fravriste japanerne noget af initiativet gav Wavell ordre til den østlige armé i Indien om at indlede en offensiv ind i Arakan og den begyndte i september. Efter indledende sejre gik japanerne til modangreb og i marts 1943 kunne stillingen ikke længere holdes og resterne af angrebsstyrken blev trukket tilbage. Wavell lod chefen for den østlige armé, Noel Irwin, afløse og erstattede ham med George Giffard.

## Vicekonge af Indien
I januar 1943 var Wavell blevet forfremmet til feltmarskal og da Linlinthgow trak sig tilbage som vicekonge i sommeren 1943 blev han overraskende, i betragtning af hans dårlige forhold til Churchill, udpeget til at erstatte ham. Han blev selv erstattet på sin post i juni af Auchinleck, som på dette tidspunkt også havde mødt tilbageslag i Nordafrika. I 1943 blev Wavell adlet som viscount (under navnet Viscount Wavell of Cyrenaica and of Winchester in the county of Southampton) og i september blev han formelt udnævnt til generalguvernør og vicekonge i Indien. Han blev også udpeget til Privy Counsellor.
En af hans første handlinger var at bekæmpe hungersnøden i Bengalen ved at uddele mad til de sultende bengalier på landet. Han forsøgte med blandet held at forøge forsyningerne af ris og sænke prisen.
Selv om han i starten var populær blandt indiske politikere voksede presset vedrørende den sandsynlige struktur og tidspunktet for Indiens uafhængighed. Selv om Wavell forsøgte at holde debatten kørende, fik han ikke megen støtte fra Churchill (som var modstander af indisk selvstændighed) eller fra Clement Attlee Churchills efterfølger som premierminister. Han var også hæmmet af uenighederne mellem de forskellige indiske politiske grupperinger. Ved krigens slutning var de voksende indiske forventninger stadig uopfyldte og volden mellem de forskellige grupper voksede. I 1947 mistede Attlee til sidst tilliden til Wavell og lod ham erstatte af Louis Mountbatten.

## Sidste år
Wavell vendte tilbage til England og blev udnævnt til High Steward of Colchester i 1947. Samme år blev han ophøjet til Earl Wavell og fik den yderligere titel Viscount Keren of Eritrea and Winchester. Wavell var gift med Eugenie Marie Quirk med hvem han fik en søn og tre døtre. Hans titler gik i arv til hans søn, da han døde i 1950.
Wavell var kendt som en stor elsker af poesi. Mens han var vicekonge samlede og kommenterede han en antologi af store digte, Other Men's Flowers, som blev udgivet i 1944. Det sidste dig i antologien skrev han selv, og beskrev det som "...little wayside dandelion of my own". Han var god til at huske digte og citerede dem ofte i sin helhed. Han er med i Evelyn Waughs roman "Officers and Gentlemen", som er en del af "Sword of Honour" trilogien, hvor han offentligt citerer poesi. Han tilhørte den anglikanske kirke.
Wavell ligger begravet i et gammelt middelalderligt kloster ved Winchester College. Hans gravsten bærer inskriptionen "Wavell". St Andrew's Garrison Church, Aldershot, en kirke for hæren, indeholder en stor plakette i træ, som er tilegnet Lord Wavell.
Wavell Heights, en forstad til Brisbane, Queensland, Australien, blev opkaldt efter ham i 1941. Wavell Avenue i Colchester, Essex er også opkaldt efter ham.

## Udgivelser
- Tsar Nicholas II by Andrei Georgievich Elchaninov, oversat af Archibald Percival Wavell (Hugh Rees, London, 1913).[16]
- Official Middle East Despatches December 1940 to February 1941 published in London Gazette: (Supplement)  no. 37628, pages 3261–3269, 25. juni 1946.
- Official Middle East Despatches February 1941 to July 1941 published in London Gazette: (Supplement)  no. 37638, pages 3423–3444, 2. juli 1946.
- Official Iran, Iraq and Syria Despatches April 1941 to January 1942 published in London Gazette: (Supplement)  no. 37685, pages 4093–4101, 13. august 1946.
- Official India Despatches March 1942 to December 1942 published in London Gazette: (Supplement)  no. 37728, pages 4663–4671, 17. september 1946.
- Other men's flowers; an anthology of poetry. London: J. Cape. 1977 [1944]. OCLC 10681637.
- Wavell: the viceroy's journal. London: Oxford University Press. 1973. ISBN 0192117238.
- Generals and generalship; the Lees Knowles lectures delivered at Trinity College, Cambridge in 1939. London: Times Publishing. 1941. OCLC 5176549.
- Soldiers and soldiering; or, Epithets of war. London: J. Cape. 1953. OCLC 123277730.
- The good soldier. London: MacMillan. 1948. OCLC 6834669.
- The Palestine campaigns. London: Constable. 1933. OCLC 221723716.
- Allenby, a study in greatness : the biography of Field-Marshall Viscount Allenby of Megiddo and Felixstowe, G.C.B., G.C.M.G. London: Harrap. 1940-43. OCLC 224016319.{{cite book}}:  CS1-vedligeholdelse: Dato-format (link)
- Allenby, soldier and statesman. London: White Lion. 1974 [1946]. ISBN 0856174084.
- Speaking generally; broadcasts, orders and addresses in time of war (1939-43). London: MacMillan. 1946. OCLC 2172221.